# عمرو بن حجر
عمرو المقصور بن حجر آكل المرار بن عمرو بن معاوية الكندي (نحو 410م - 473م) ملك كندة في عصره، ومن ملوك كهلان. تولى الملك بعد وفاة والده حجر بن عمرو آكل المرار، وقد لقب بـ (المقصور)، ويبدوا أنه لم يستطع أن يحافظ على ملك أبيه كما ورثه، إذ أن أخاه معاوية الجون بن حجر قد تولى الملك على منطقة اليمامة في عهده واستقل، وفي ذلك قال محمد بن حبيب البغدادي:«فلما مات حجر قام بعده ابنه (عمرو) فسمي المقصور لأنه قصر على ملك أبيه، وكان معاوية الجون بن حجر على اليمامة. فهلك عمرو، وملك بعده ابنه (الحارث) وكان شديد الملك بعيد المغار».
وقد أورد الطبري رواية عن هشام الكلبي مفادها أن عمرو بن حجر كان ممن يخدم ملوك حمير، ومنهم التبع حسان، وكان سيد كندة في زمانه، وحين أراد عمرو بن تبع (شرحبيل بن تبع) ملك حمير تكريمه نظراً لحسن خدماته ولأنه كان "ذا رأي ونبل"، زوجه ابنة أخيه حسان بن تبع، فولدت له (الحارث بن عمرو) وهو آخر ملوك كندة.إن الرواية الآنفة الذكر تدل على أن علاقة عمرو بن حجر ووالده حجر آكل المرار بملوك سبأ كانت علاقة تبعية وليس علاقة ملك دولة مستقل بملوك دولة مستقلة أخرى، إنه أشبه بوالِ أو ملك تابع لدولة سبأ وذي ريدان على بلاد نجد.
ويبدو أن عمرو بن حجر قد نجح في إقامة علاقات حسنة مع المناذرة ملوك الحيرة وذلك عن طريق تزويج ابنته إلى الأسود بن المنذر ملك الحيرة، وقد ولدت له "النعمان بن الأسود" الذي حكم في زمن قباذ بن فيروز أربع سنين، وهو أخو "عمرو بن الأسود" لأبيه الذي أرسله والده الأسود لمقاتلة الملك شرحبيل يكف في سنة 474م (النقش: Maʾsal 3).وكانت علاقة عمرو المقصور غير وثيقة مع الغساسنة في الشام، وقد أورد حماد الراوية عن رجل عن سعية بن العريض رواية مفادها أن عمرو المقصور اشتبك مع الحارث ملك غسان في عدة حروب قتل فيها.
بني عمرو من كندة ورد ذكرهم في نقش الملك أبرهة سنة 552م (النقش: Ry 506)،وكان لعمر المقصور من الولد: الحارث الملك، وأمرؤ القيس، وحجر، وأبو كرب، ومعدي كرب، وكان للحارث الملك خمسة أولاد: حجر ملك بني أسد وكنانة، وشرحبيل ملك بني تميم والرباب، وسلمة ملك بني يكر وتغلب ابني وائل، ومعدي كرب ملك قيس وعيلان، وأمرؤ القيس وكان سيارة وأي قوم نزل بهم فهو ملكهم، وهند امرأة.